# ممیز شناور
در رایانش، ممیز شناور به روشی گفته می‌شود که برای نمایش اعداد حقیقی به طوری که محدوده‌ای وسیع از مقادیر را بپذیرند، بکار می‌رود. اعداد عموماً به وسیلهٔ تعداد ثابتی رقم معنی‌دار نمایش داده می‌شوند و سپس به وسیلهٔ توان مقیاس می‌گیرند. پایهٔ توان معمولاً ۲، ۱۰ یا ۱۶ است. اعداد معمولی که می‌توان دقیق نمایش داد به شکل زیر هستند:
ارقام معنی‌دار × پایهتوان
اصطلاح ممیز شناور به این واقعیت اشاره دارد که ممیز (ممیز اعشاری یا ممیز دودویی که در رایانه‌ها رایج است) می‌تواند «شناور» باشد، یعنی می‌تواند هرجایی بین ارقام معنی‌دار یک عدد، قرار بگیرد. مکان ممیز به صورت جداگانه در نمایش درونی مشخص می‌شود و می‌توان ممیز را درک رایانه از نماد علمی دانست. در طی سال‌ها روش‌های گوناگونی از نمایش ممیز شناور در رایانه‌ها استفاده شده‌است. با این وجود از دههٔ ۱۹۹۰ میلادی به بعد، نمایش معمول بر اساس استاندارد IEEE 754 تعیین می‌شود.
برتری نمایش ممیز شناور به ممیز ثابت و عدد صحیح، در توانایی پشتیبانی آن از دامنهٔ گسترده‌تری از مقادیر است. نمایش ممیز ثابت که ۷ رقم دهدهی و دو رقم اعشاری داشته باشد می‌تواند برای نمایش اعدادی چون ۱۲۳۴۵٫۶۷، ۱۲۳٫۴۵، ۱٫۲۳ و… به کار رود، در حالی که در نمایش ممیز شناور (همانند قالب ممیز شناور دهدهی۳۲ در IEEE 754) با هفت رقم دهدهی، می‌توان افزون بر موارد قبلی، ۱٫۲۳۴۵۶۷، ۱۲۳۴۵۶٫۷، ۰٫۰۰۰۰۱۲۳۴۵۶۷، ۱۲۳۴۵۶۷۰۰۰۰۰۰۰۰۰ و… را نیز نمایش داد. نمایش ممیز شناور به کمی حافظهٔ بیشتر نیاز دارد (برای کدبندی محل ممیز)، بنابراین اگر قرار باشد اعداد در فضایی برابر با ممیز ثابت ذخیره شوند، ممیزهای شناور دامنهٔ بیشتری را به بهای دقت کمتر پشتیبانی خواهند کرد.
سرعت عملیات ممیز شناور، که معمولاً با عنوان اندازه‌گیرهای کارایی فلاپس شناخته می‌شود، از ویژگی‌های مهم ماشین‌ها است، مخصوصاً در نرم‌افزارهایی که عملیات ریاضی را در مقیاس گسترده انجام می‌دهند.